# Alexis Elsener
Alexis Andrés Elsener (Villa María, 23 febbraio 1988) è un cestista argentino con cittadinanza italiana.

## Carriera
Con l'Argentina ha disputato i Giochi panamenricani di Guadalajara 2011.

## Palmarès
- Liga Sudamericana: 1

Obras Sanitarias: 2011